# Ralph de Cromwell

Armes des Cromwell de Tattershall : D’argent, à chief de gueules à la bande d’azur brochant sur le tout.

Ralph de Cromwell (né probablement en 1393 – mort le 4 janvier 1456 à South Wingfield), 3e baron Cromwell, est un diplomate et homme d’État anglais de la Guerre de Cent Ans. Membre du Conseil privé de la Couronne à partir de 1422, il exerce les charges de Trésorier d'Angleterre (1433–1443) et est par deux fois Lord Chambellan (1425–1432 et 1450–1455) sous le règne de Henri VI.
Il possède plusieurs fiefs qu'il fait bâtir, dont le château de Tattershall dans le Lincolnshire.

## Origines
Fils de Ralph de Cromwell (2e baron Cromwell) et de sa femme Joan Grey, fille du chroniqueur Thomas Grey, il grandit à la cour de Thomas de Lancastre et fait partie du corps expéditionnaire que ce dernier mène en Normandie au mois d’août 1412.
Cromwell combat aux côtés d'Henri V à la bataille d'Azincourt en 1415, et continue de combattre en France pendant le court règne de ce monarque. En 1417, il est aux côtés du roi Henri à la prise de Caen, puis est lieutenant du duc de Clarence et connétable. Il prend part à la prise des châteaux de Courtonne le 6 mars 1418, de Chambrais le 9 et de Rivière-Thibonville le 11. En mai 1420, il est l'un des négociateurs du Traité de Troyes pour le compte du roi Henri.

## Carrière politique
Cromwell gagne ainsi la confiance d'Henri V et de son frère Jean de Bedford, et la renforce sans cesse pendant la minorité d'Henri VI, obtenant la prééminence parmi les lords du conseil. Il est nommé la première fois au Parlement d'Angleterre le 29 septembre 1422, et au mois de novembre était désigné par cette assemblée pour former le conseil de régence. Peu après, il reçoit la charge de Lord Chambellan, et le 29 janvier 1426 est chargé de la médiation entre le duc de Gloucester et le cardinal Beaufort. Il semble avoir été plutôt favorable à Beaufort contre Gloucester, puisque le 1er mars 1432, profitant de l'absence de Beaufort en France, Gloucester obtient la mise à l'écart des amis du cardinal de la Cour, manœuvre par laquelle Cromwell cesse d'être chambellan. Au mois de mai suivant, on lui enjoint de réduire son train lorsqu'il se rend au parlement, mais le 16 juin, suivant l'exemple de Beaufort, il fait appel devant la chambre des Lords, arguant qu'il a été démis sans motif valable et en infraction aux ordonnances de 1429 qui régissent le fonctionnement du Conseil du Roi. Il produit des certificats du duc de Bedford attestant de ses hauts-faits en France, mais n'obtient des Lords que l'assurance de ses pairs qu'il quittait sa charge sans avoir démérité.
Mais au cours de l'été 1433, Bedford retourne en Angleterre et rétablit promptement les ministres disgraciés dans leurs charges : Cromwell est cette fois élevé au poste de Lord grand trésorier d'Angleterre. Sous son mandat, les finances du royaume sont accaparées par le coût des guerres en France, et la dette de la Couronne s'alourdit malgré ses tentatives d'économie et de réforme. C'est alors qu'il doit faire face à la grande pénurie d'argent, qui allait frapper les Îles britanniques pendant 50 ans. Au mois de juillet 1443, Cromwell démissionne de sa charge de Trésorier, sans doute à cause de l'influence croissante du duc de Suffolk, qui a évincé Beaufort en tant que premier conseiller du roi. Il doit accepter le poste de Chambellan de l’Échiquier, qu'il conserve jusqu'en 1455.
Cromwell reste dans l'ombre jusqu'en 1449. Une créature de Suffolk, William Tailboys, simple écuyer du Lincolnshire avec lequel Cromwell s'est querellé, le prend à partie le 28 novembre 1449. Cromwell porte plainte contre Tailboys, mais se trouve en butte à l'opposition du duc de Suffolk, dont Cromwell prépare la déchéance. Tailboys est arrêté et emprisonné à la Tour de Londres, et finalement condamné en février 1450. Le duc de Suffolk est à son tour démis de ses charges par la Chambre des Communes en janvier 1450 et exécuté alors qu'on l'expédiait en France. Cromwell retrouve sa charge de Chambellan de la Maison du Roi dans l'année même ; mais la chute du duc de Suffolk a déchaîné des rancœurs, et Cromwell se trouve pris entre les Yorkistes et les Lancastres, quoiqu'il semble avoir été proche du premier parti : toujours est-il qu'il est en conflit de propriété avec le duc d'Exeter.

## Possessions

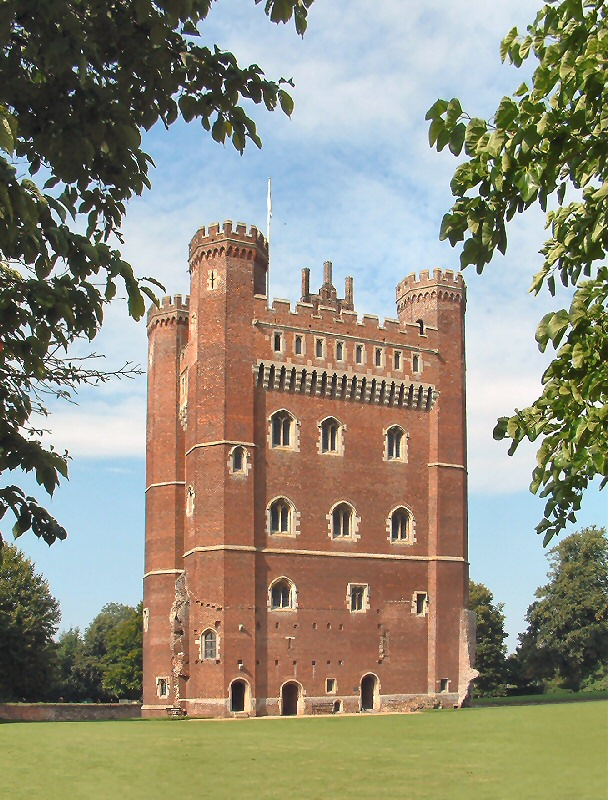
Le donjon du château de Tattershall.

Le baron de Cromwell finance plusieurs projets dans sa vie : ceux de Collyweston dans le Northamptonshire et de South Wingfield dans le Derbyshire. Par testament il a demandé que l'église de Lambley, sépulture de ses parents et grands-parents, soit reconstruite.
Il hérite du château de Tattershall, dont il fait sa résidence principale, et y prépare la construction de plusieurs édifices, dont le donjon, le College de Tattershall, l'église de la Trinité et deux hospices. Le National Trust décrit le donjon, dont il obtient la propriété en 1925, comme « un chef d’œuvre de la maçonnerie de brique à l’anglaise » et « l’un des trois plus importants châteaux en brique du XVe siècle encore debout ».
Cromwell achète un manoir à Wymondham dans le Norfolk qui porte encore son nom aujourd'hui.

## Mariage et succession
Dès avant 1433, il épouse Margaret Deincourt (morte en 1454), fille et cohéritière du baron John Deincourt, ils n'ont cependant pas d'enfant. Cromwell est enterré dans la chapelle de Tattershall. Mort sans enfants, sa baronnie en déshérence échoit à ses deux nièces, filles de sa sœur Maud, qui a épousé Richard Stanhope:
- Maud Stanhope (morte en 1497), l'aînée et finalement unique héritière, qui épouse en premières noces Robert Willoughby (6e baron Willoughby d'Eresby) ; en secondes noces Thomas Neville, fils de Richard Neville (5e comte de Salisbury); et enfin Gervase Clifton (mort en 1471).
- Joan Stanhope (morte en 1490), la cadette, qui épouse en premières noces Humphrey Bourchier, fils d'Henry Bourchier (1er comte d'Essex), membre du Parlement entre 1461 et 1471 sous le titre de Lord Cromwell ou Lord Bourchier de Cromwell; et en secondes noces Robert Radcliffe de Hunstanton. À la mort de Joan en 1490, Maud se trouve seule héritière et bénéficie de la baronnie[2],[8]. Joan avait bien hérité du château de Tattershall, mais la Couronne d'Angleterre le confisque à la mort de son mari[5].